# South Roxana (Illinois)
South Roxana es una villa ubicada en el condado de Madison en el estado estadounidense de Illinois. En el Censo de 2010 tenía una población de 2053 habitantes y una densidad poblacional de 496,66 personas por km².

## Geografía
South Roxana se encuentra ubicada en las coordenadas 38°49′15″N 90°3′54″O / 38.82083, -90.06500. Según la Oficina del Censo de los Estados Unidos, South Roxana tiene una superficie total de 4.13 km², de la cual 3.95 km² corresponden a tierra firme y (4.45%) 0.18 km² es agua.

## Demografía
Según el censo de 2010, había 2053 personas residiendo en South Roxana. La densidad de población era de 496,66 hab./km². De los 2053 habitantes, South Roxana estaba compuesto por el 95.86% blancos, el 0.68% eran afroamericanos, el 0.24% eran amerindios, el 0.24% eran asiáticos, el 0% eran isleños del Pacífico, el 1.75% eran de otras razas y el 1.22% pertenecían a dos o más razas. Del total de la población el 3.7% eran hispanos o latinos de cualquier raza.